# サウスヘイブン (ミシシッピ州)
サウスヘイブン（英: Southaven）は、アメリカ合衆国ミシシッピ州デソト郡の都市。人口は5万4648人（2020年）で、州第3の都市である。ミシシッピ州の北端に位置し、州境を超えてテネシー州メンフィスの郊外になっている。1980年に誕生した若い市だが急成長している。市内を南北に州間高速道路55号線が貫いている。

## 歴史
サウスヘイブンは、ミシシッピ州とテネシー州の州境を挟んで、メンフィスの未編入郊外地ホワイトヘイブンと境を接しており、そのミシシッピ州側にメンフィスの家屋建築業者キモンズ・ウィルソン（ホテルチェーンのホリディイン創業者）が、初めて購入するタイプの持ち家を中心に住宅用小区画を開発したときに、その歴史が始まった。ホワイトヘイブンはその後メンフィス市に吸収された。サウスヘイブンはアメリカ合衆国南東部で成長速度の速い方の都市に属する。過去20年間で市域面積は2倍になったが、人口は3倍になった。デソト郡の他の地域と同様、その成長はメンフィスからの「ホワイト・フライト」によるものである。ただし、近年のブラック・フライトと呼ばれる動きの中で、2000年以降黒人の住民比率が急激に上昇してきた。
サウスヘイブンは、ミシシッピ州から見れば名前とは裏腹に北の外れにあり、その名前はホワイトヘイブンの南にあるという事実によっている。

## 気候
サウスヘイブンは温暖湿潤気候であり、年間平均降水量は1,400ミリメートル近くになるが、年間を通じてその山谷は少ない。1年のうち、4月が最も降水量が多く、8月が最も少ない。1日の平均気温は1月で4℃、7月で28℃である。

## 経済
サウスヘイブンにはバーコード・スキャナなどの製品を流通させる会社、スキャンソースの北アメリカ流通センターがある。

## 人口動態
以下は2000年の国勢調査による人口統計データである。
| 基礎データ - 人口: 28,977人 - 世帯数: 11,007世帯 - 家族数: 8,134家族 - 人口密度: 331.2人/km2（857.9人/mi2） - 住居数: 11,462軒 - 住居密度: 131.0軒/km2（339.3軒/mi2） 人種別人口構成 - 白人: 65.08% - アフリカン・アメリカン: 25.02% - ネイティブ・アメリカン: 0.15% - アジア人:0.74% - 太平洋諸島系: 0.03% - その他の人種: 1.13% - 混血: 0.80% - ヒスパニック・ラテン系: 2.261% 年齢別人口構成 - 18歳未満: 27.2% - 18-24歳: 9.0% - 25-44歳: 32.5% - 45-64歳: 22.6% - 65歳以上: 8.8% - 年齢の中央値: 33歳 - 性比（女性100人あたり男性の人口） - 総人口: 95.3 - 18歳以上: 91.7 | 世帯と家族（対世帯数） - 18歳未満の子供がいる: 36.8% - 結婚・同居している夫婦: 57.1% - 未婚・離婚・死別女性が世帯主: 12.4% - 非家族世帯: 26.1% - 単身世帯: 21.3% - 65歳以上の老人1人暮らし: 5.7% - 平均構成人数 - 世帯: 2.62人 - 家族: 3.04人 収入と家計 - 収入の中央値 - 世帯: 46,691 米ドル - 家族: 52,333米ドル - 性別 - 男性: 36,671米ドル - 女性: 26,557米ドル - 人口1人あたり収入: 20,759米ドル - 貧困線以下 - 対人口: 6.7% - 対家族数: 5.3% - 18歳以下: 8.2% - 65歳以上: 6.8% |

## 教育
高等教育機関としては、ミシシッピ大学デソト校とノースウェスト・ミシシッピ・コミュニティ・カレッジがある。市内の公共教育はデソト郡教育学区が管轄しており、高校2校、職業訓練センター1校、中学3校、小学校4校がある。私立学校は3校ある。

## メディア
サウスヘイブンで発行されている新聞はデソトタイムズ・トゥデイである。

## スポーツ
サウスヘイブンはセントラル・ホッケーリーグに属するミシシッピ・リバーキングスが本拠地にしており、デソト市民センターで試合を行う。

## 市内と周辺の見どころ
- デソト市民センター
- テュニカ・カジノリゾート
- グレイスランド - メンフィス市にあるエルヴィス・プレスリーの邸宅
- フェデックス・フォーラム - メンフィス市にある屋内競技施設
- ビール通り - メンフィス市にある歴史的街並み
- オートゾーン・パーク - メンフィス市にある野球場
- アーカブトラ湖
- メンフィス・モータースポーツパーク - メンフィス市にある自動車レース場
- サウスヘイブン・タウンセンター - ショッピングセンター
- スノーデングローブ野球場
- スノーデングローブ円形競技場

## 著名な出身者
- ジョン・グリシャム、小説家、少年時代をここですごした、サウスヘイブン高校卒、およそ10年間、法律実務もおこなった
- コリーブラナン、シンガー・ソグライター、少年時代をここですごした